# Cultura polinésia

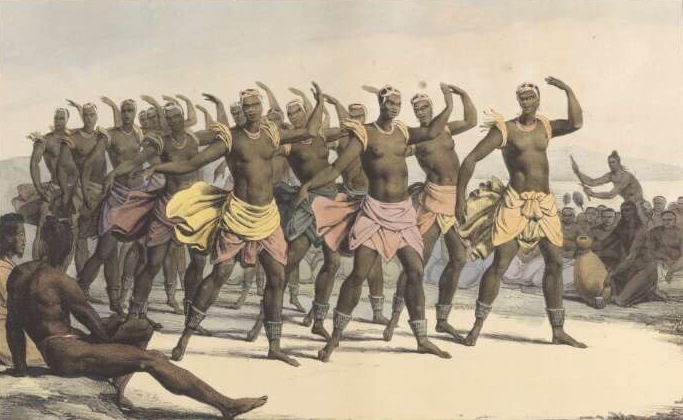
Dançarinas das Ilhas Sandwich, por Louis Choris, o artista a bordo do navio russo Rurick, que visitou o Havaí em 1816

Cultura polinésia é a cultura dos povos indígenas da Polinésia que compartilham traços comuns na língua, os costumes e a sociedade. Sequencialmente, o desenvolvimento da cultura Polinésia pode ser dividido em quatro diferentes épocas históricas:
- Exploração e assentamento (c. 1800 a.C. – c. 700 d.C.)
- Desenvolvimento em isolamento (c. 700 – 1595)
- Encontro com os europeus e colonização até a segunda Guerra Mundial (1595-1946)
- Tempos modernos/pós-segunda Guerra Mundial

## Exploração e assentamento (c. 1800 a.C. – c. 700 d.C.)

De Taiwan, passando pela Melanésia até a Polinésia, e migração anterior para a Austrália e Nova Guiné. A Nova Zelândia foi uma das últimas grandes terras a serem colonizadas por humanos.

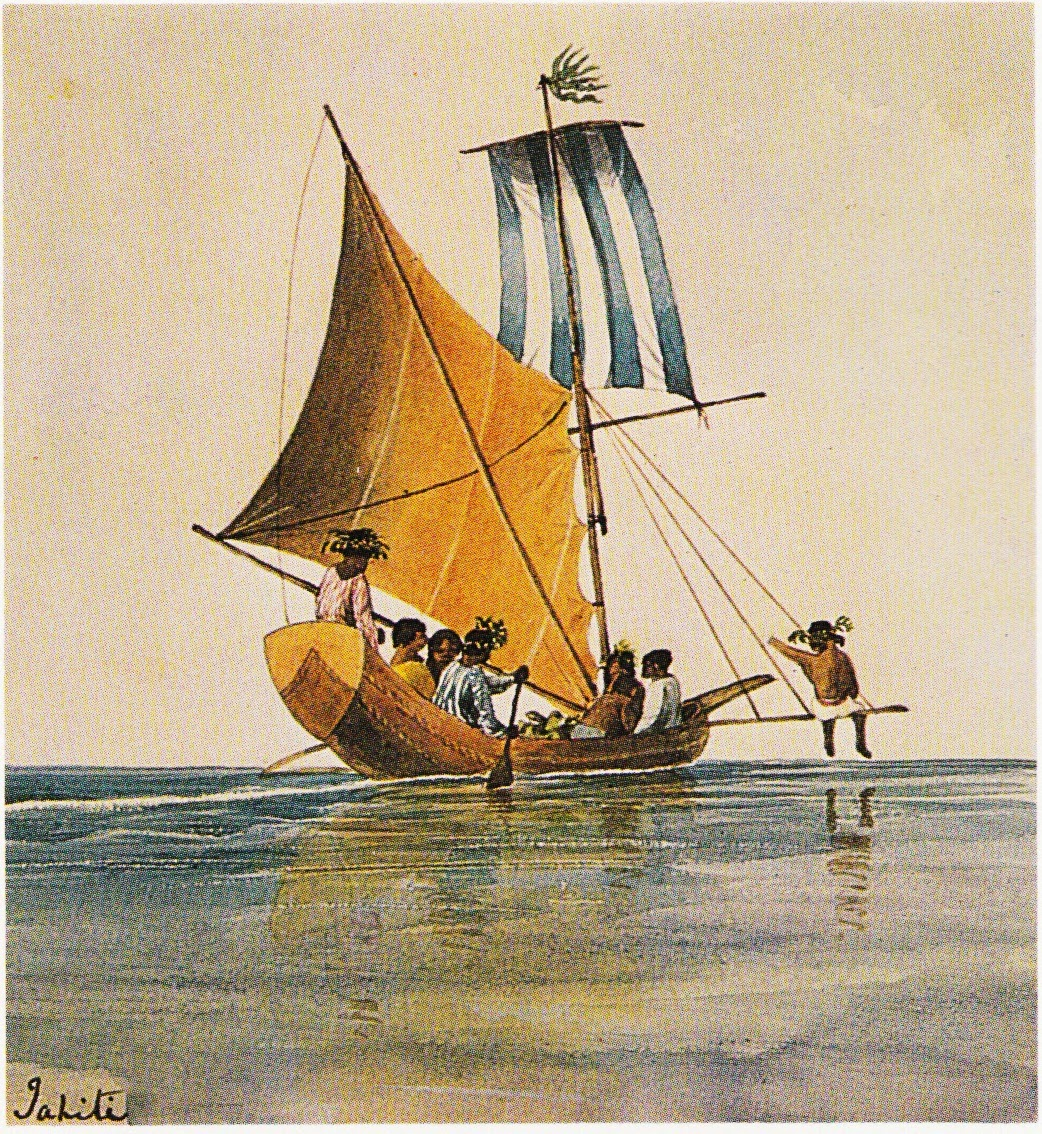
Canoas Taitianas, c. 1846 e 1847

A análise do DNA mitocondrial materno sugere que os polinésios, incluindo samoanos, tonganeses, niuianos, indonésios, taitianos, havaianos, marquesanos e maori, estão geneticamente ligados aos povos indígenas de partes do sudeste asiático, incluindo os aborígenes de Taiwan. Esta evidência de DNA é apoiada por evidências linguísticas e arqueológicas. Estudos recentes sobre análise paterna e cromossômica mostram que os polinésios também estão geneticamente ligados a povos da Melanésia.
Entre 2000 e 1000 aC, falantes de idiomas austronésios se espalharam pelo sudeste da Ásia - quase certamente partindo de Taiwan – nas bordas ocidentais da Micronésia e da Melanésia. No registro arqueológico, há traços bem definidos dessa expansão que permitiram que o caminho fosse seguido e datado com certo grau de certeza. Em meados do segundo milênio a.C., uma cultura distinta aparece no noroeste da Melanésia, no Arquipélago de Bismarck, a cadeia de ilhas formando um grande arco de Nova Bretanha até as Ilhas do Almirantado. Esta cultura, conhecida como Lapita, destaca-se no registro arqueológico da Melanésia, com suas grandes aldeias permanentes nos terraços da praia ao longo das costas. Particularmente característica da cultura Lapita é a fabricação de cerâmica, incluindo um grande número de vasos de formas variadas, alguns distinguidos por padrões finos e motivos pressionados no barro. Em apenas três ou quatro séculos, entre 1300 e 900 a.C., a cultura lapita espalhou-se 6.000 km para leste, do arquipélago de Bismarck, até chegar a Samoa e a Tonga. Nesta região, a cultura distintiva da Polinésia se desenvolveu.
Os proto-polinésios eram um povo aventureiro, com habilidades de navegação altamente desenvolvidas. Aperfeiçoaram suas técnicas marítimas e artesanais por meio de sucessivas gerações que iam de ilha em ilha, partindo de Taiwan através dos arquipélagos filipinos e indonésios a oeste até as Marianas, finalmente dispersando-se pelo Oceano Pacífico. Eles colonizaram ilhas anteriormente despovoadas, fazendo longas viagens de canoa, em alguns casos contra ventos e marés predominantes. Navegantes polinésios orientados pelo sol e pelas estrelas, e por observações cuidadosas de reflexos de nuvens e padrões de voo de pássaros, foram capazes de determinar a existência e a localização das ilhas. O nome dado a uma estrela ou constelação tomado como uma marca para guiar era kaweinga. A descoberta de novas ilhas e grupos de ilhas era feita por meio de pequenas aldeias chamadas vanua ou "banwa" que navegavam em grandes canoas de casco simples e de casco duplo. Evidências arqueológicas indicam que, por volta de 1280 d.C., esses viajantes haviam colonizado o vasto triângulo polinésio com seu canto norte no Havaí, o canto oriental em Rapa Nui (Ilha de Páscoa) e, por último, o canto sul da Nova Zelândia. Em comparação, os navegadores Viking chegaram à Islândia por volta de 875 d.C. Houve sugestões de que os viajantes polinésios chegaram ao continente sul-americano. Estima-se que a datação por carbono de ossos de galinha encontrados por arqueólogos chilenos na Península Arauco, no centro-sul do Chile, esteja entre 1321 e 1407 d.C. Este relatório inicial sugere uma origem polinésia pré-Colombiana. No entanto, mais tarde um relatório olhando para as mesmas amostras, concluiu que:

Um espécime chileno publicado, aparentemente pré-colombiano, e seis espécimes polinésios pré-europeus também se agrupam com as mesmas sequências subcontinentais / subcontinentais asiáticas / indianas, não fornecendo suporte para uma introdução polinésia de frangos à América do Sul. Em contraste, sequências de dois sítios arqueológicos no grupo da Ilha de Páscoa com um haplo grupo incomum da Indonésia, Japão e China e podem representar uma assinatura genética de uma dispersão polinésia precoce. A modelagem da contribuição potencial de carbono marinho para o espécime arqueológico chileno levanta mais dúvidas sobre as reivindicações de galinhas pré-colombianas, e uma prova definitiva exigirá uma análise mais aprofundada de sequências antigas de DNA e dados de isótopos estáveis de radiocarbono de escavações arqueológicas no Chile e na Polinésia

O cultivo,por muitas culturas polinésias da batata doce, uma planta sul-americana, antes da exploração ocidental, também é evidência de contato. A batata-doce foi datada por radiocarbono nas Ilhas Cook em 1.000 d.C., e a teoria atual é que ela foi levada para a região central da Polinésia por volta de 700 d.C., possivelmente por polinésios que viajaram para a América do Sul e vice-versa e se espalhou pela Polinésia até o Havaí e Nova Zelândia de lá.

## Desenvolvimento em isolamento (c. 700 a 1595)

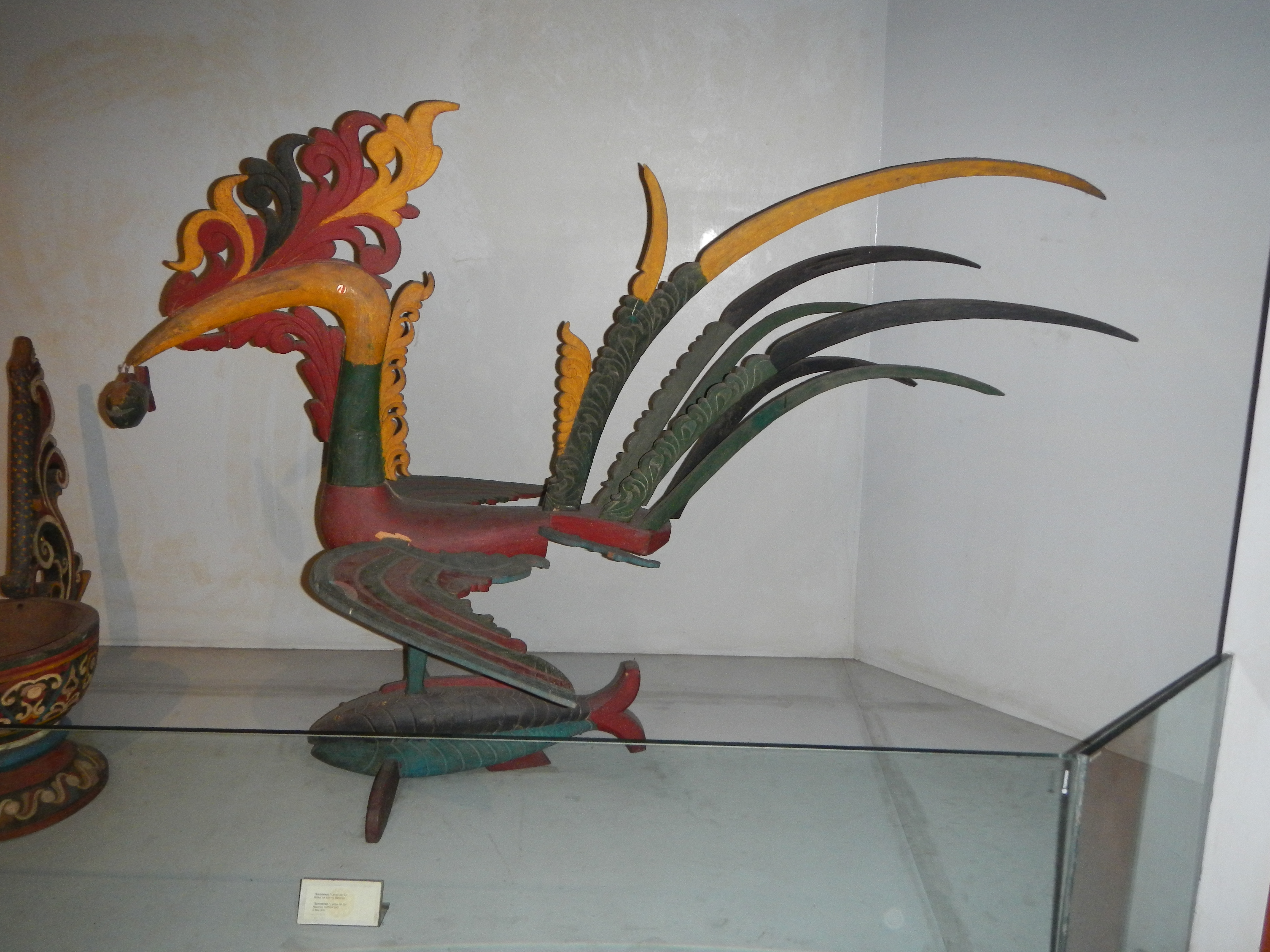
"Pássaro Rei" (Sarimanok) escultura em madeira de Maranao, Mindanau.

Enquanto os primeiros polinésios eram navegadores habilidosos, a maioria das evidências indica que sua principal motivação exploratória era aliviar as demandas de populações em expansão. A mitologia polinésia não fala de exploradores empenhados na conquista de novos territórios, mas sim de heroicos descobridores de novas terras para o benefício daqueles que os acompanham.
Enquanto novos fluxos de imigrantes de outras ilhas da Polinésia às vezes aumentavam o crescimento e o desenvolvimento da população local, a maior parte da cultura de cada ilha ou grupo de ilhas se desenvolvia isoladamente. Não houve comunicação generalizada entre os grupos inter-ilhas, nem há muita indicação durante este período de qualquer interesse em tais comunicações, pelo menos não por razões econômicas. No entanto, quase todas essas colônias originárias do Sudeste Asiático Marítimo ainda mantinham a forte influência de sua cultura ancestral. Estes são muito aparentes nas hierarquias sociais, na linguagem e na tecnologia que apontam para uma origem comum com os Dayaks, os Tao, os Ifugao, e os Bajau.
Durante o período que se seguiu à colonização completa da Polinésia, cada população local desenvolveu-se politicamente de diversas maneiras, desde reinos plenamente desenvolvidos em algumas ilhas e grupos de ilhas até tribos em constante guerra ou grupos de famílias estendidas entre várias seções de ilhas ou, em alguns casos, os mesmos vales em várias ilhas.
Embora seja provável que as pressões populacionais causaram tensões entre vários grupos, a força primária que parece ter impulsionado a unidade ou a divisão entre tribos e grupos familiares é a geofísica: em ilhas baixas, onde a comunicação é essencialmente livre, não há evidência da existência de conflitos.
Enquanto isso, na maioria das ilhas elevadas, havia, historicamente, grupos em guerra que habitavam vários distritos, geralmente delimitados por cordilheiras montanhosas, com limites de planície cuidadosamente desenhados. No início, porém, muitas dessas ilhas desenvolveram uma estrutura social e política unida, geralmente sob a liderança de um monarca forte. Um exemplo é a Ilhas Marquesas, que, ao contrário de outros grupos de ilhas na Polinésia, não são rodeado por cadeias de recifes de coral, e, por conseguinte, não tem planícies costeiras baixas. Todo vale nas Marquesas é acessível aos outros vales somente por meio de barco, ou por uma viagem por íngremes cumes de montanhas.

## Contato europeu e a colonização, até a II Guerra Mundial (1595 a 1945)
As primeiras ilhas da Polinésia visitadas por exploradores europeus foram as Ilhas Marquesas, descobertas pela primeira vez por europeus quando o navegador espanhol Álvaro de Mendaña de Neira, chegou às ilhas em 1595.
Por causa da escassez de recursos minerais ou gemológicos, a exploração da Polinésia por navegadores europeus (cujo principal interesse era econômico) foi pouco mais do que um interesse passageiro. O grande navegador James Cook foi o primeiro a tentar explorar o máximo possível da Polinésia.
Após os primeiros contatos europeus com a Polinésia, um grande número de mudanças ocorreu dentro da cultura polinésia, principalmente como resultado da colonização por potências europeias: a introdução de um grande número de doenças exóticas para as quais os polinésios não tinham imunidade, empreendimentos escravistas para abastecer plantações na América do Sul e um influxo de missionários cristãos, muitos dos quais consideravam os polinésios descendentes das tribos perdidas de Israel. Em muitos casos, os poderes colonizadores, geralmente sob pressão de elementos missionários, suprimiram à força a expressão cultural nativa, incluindo o uso das línguas polinésias nativas.
No início do século XX, quase toda a Polinésia estava colonizada ou ocupada (em vários graus) pelas potências coloniais ocidentais, como segue:

Todas as ilhas periféricas polinésias foram incorporados às reivindicações territoriais do Japão, do Reino Unido e da França, às vezes sobrepostas.
Durante a II Guerra Mundial, um número de ilhas da Polinésia desempenhou funções críticas. O ataque crítico que forçou a entrada dos Estados Unidos na guerra foi o ataque a Pearl Harbor, no centro-sul de Oahu, Havaí.
Um certo número de ilhas foram desenvolvidos pelos Aliados como bases militares, especialmente por forças americanas, chegando tanto a leste como Bora Bora.

## Tempos modernos/após a II Guerra Mundial (1945 -presente)
Após a Segunda Guerra Mundial, mudanças políticas ocorreram mais lentamente nas ilhas da Polinésia do que em outras partes das colônias ultramarinas das potências europeias. Embora a soberania fosse concedida pela proclamação real à Nova Zelândia já em 1907, isso não entrou em vigor até 1947.
Após isso, as nações que obtiveram independências (e os poderes soberanos dos quais obtiveram completa independência política) foram:
- Samoa, como "Samoa Ocidental" (da Nova Zelândia) em 1962
- Tuvalu (do Reino Unido), em 1978,
- as Ilhas Fênix e a maioria das Ilhas Line como parte da república de Kiribati (do Reino Unido) em 1979
- Niue (Nova Zelândia), em 1974,[8][9]
- Tonga nunca foi, na verdade, de uma colônia, mas um protetorado do Reino Unido. Tonga nunca renunciou ao autogoverno interno, mas quando os assuntos externos externos foram novamente decididos pelos tonganeses sem referência ao Reino Unido em 1970, diz-se que Tonga voltou ao Comity of Nations. Tonga é o único grupo de ilhas no Pacífico Sul que nunca foi colonizado por uma potência européia..

As restantes ilhas ainda estão sob a soberania das seguintes nações:
- Havaí (Estados Unidos)
- Samoa Americana (Estados Unidos)
- Ilhas Cook (Nova Zelândia)
- Polinésia Francesa (França)
- Pitcairn (Reino Unido)
- Tokelau (Nova Zelândia)
- Wallis e Futuna (França)
- Ilha de Páscoa (Chile)
- Howland, Baker, Jarvis, e Palmyra Ilhas (Estados Unidos)

As várias ilhas periféricas situam-se no território soberano das nações de Vanuatu, Ilhas Salomão, Fiji, Estados Federados da Micronésia, e o território francês da Nova Caledônia. O Havaí tornou-se um estado dos Estados Unidos, dando-lhe a igualdade de estatuto político aos outros 49 estados.
A independência e a crescente autonomia não são as únicas influências que afetam, a sociedade polinésia moderna. As principais forças motrizes são, na verdade, a crescente acessibilidade das ilhas às influências externas, por meio de comunicações aéreas aprimoradas, bem como de capacidades de telecomunicações amplamente melhoradas. A importância econômica do turismo também teve um tremendo impacto na direção do desenvolvimento das várias sociedades insulares. A acessibilidade de recursos externas, bem como a viabilidade turística de ilhas individuais, tem desempenhado um papel importante para o qual a cultura moderna se adaptou para acomodar os interesses de estrangeiros, em oposição às influências daqueles que pretendem promover a retenção de tradições nativas. Por causa disso, a Polinésia é hoje uma área em variados graus de fluxo cultural extremo.
Na genética dos polinésios de hoje, o pool genético é misturado a muitos povos diferentes. O Havaí, sendo o principal exemplo, teve um grande influxo de asiáticos, como filipinos, coreanos, japoneses e chineses, no final do século XIX e no século XX para o trabalho de plantação. Assim, os havaianos-polinésios puros são poucos e distantes entre si.

## Leitura complementar
- W. Arthur Whistler. Plantas do povo da canoa: uma viagem etnobotânica pela Polinésia. Honolulu: Imprensa da Universidade do Havaí, 2009. ISBN 978-0-915809-00-4978-0-915809-00-4.